# Gonjiro Inazuka

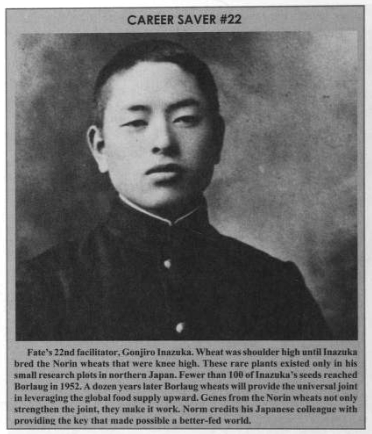
Gonjiro Inazuka da giovane

Gonjiro Inazuka (Nanto (Toyama), 24 febbraio 1896 – 7 dicembre 1988) è stato un agronomo giapponese. È il padre del Norin 10, la varietà di grano nano che ha trasmesso il carattere genico della bassa statura alla maggioranza dei grani mondiali moderni. Varietà questa che è alla base della rivoluzione verde.

## Biografia
Gonjiro Inazuka nacque nel 1897, figlio maggiore di un povero contadino nella città di Nanto, nella attuale prefettura di Toyama. Ha studiato al Fukuno Agricultural College, l'unica scuola agricola nella prefettura di Toyama, si diplomò nel marzo 1912 con il massimo dei voti. Dopo si iscrisse al Dipartimento di Agricoltura dell'Università Imperiale di Tokyo, oggi Università Nazionale di Agricoltura e Tecnologia di Tokyo, dove si laureò nel luglio 1920.
Il giovane Gonjiro Inazuka entrò al Ministero dell'Agricoltura e del Commercio dove ha lavorato presso le stazioni agricole sperimentali di Akita e Iwate per sviluppare varietà di cereali con rese elevate. Tra queste il "Paddy Rice Agriculture and Forestry No. 1" su cui lavorò, che divenne in seguito "Koshi"; questo è ancor oggi una varietà rappresentativa del riso giapponese. Nella città di Akita incontrò la moglie Ito.

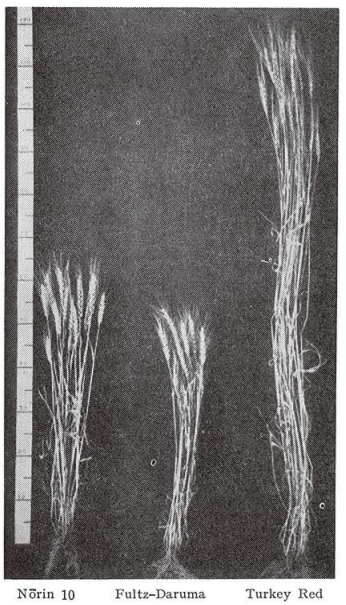
Il Norin 10 e i suoi "genitori" Fultz Daruma e Turkey Red

Nel suo lavoro di ricercatore, presso la stazione agricola sperimentale della Prefettura di Iwate, si era concentrato sullo sviluppo di nuove cultivar di grano semi-nano con spighe molto grandi.
Nel 1935 registrò il Norin 10 come cultivar numerata dal Ministero giapponese dell'Agricoltura e delle Foreste Nōrinshō (農林省).
Gonjiro andò in Cina nel 1945 dove ricoprì incarichi importanti presso il Reform Institute of Scientific and Industrial Research, tra cui quello di Beijing Farm Manager, contribuendo allo sviluppo dell'agricoltura cinese.
Ritornò dalla Cina nel 1944; da lì in poi, ricoprì la carica di Direttore Dipartimento di pianificazione della bonifica del Segretariato dei terreni agricoli di Kanazawa, e poi come Dipartimento di pianificazione dello stesso dipartimento. Ha guidato i piani di sviluppo delle quattro prefetture di Hokuriku, inclusa l'istituzione del Piano di bonifica della laguna di Kahoku.
Si ritira da incarichi governativi nel febbraio 1960. 
Dal 1980, è stato presidente del primo progetto di miglioramento della struttura agricola della città di Johana, cercando di risparmiare manodopera in agricoltura e migliorando le infrastrutture agricole.

## Scienziato
(Borlaug, Wheat whisperer, 1944-1959. Vol. 2, p. 272)
Il Norin 10 è stato ottenuto con un incrocio a tre vie partendo da una varietà autoctona giapponese semi-nana (Daruma), che potrebbe aver avuto origine in Corea nel III o IV secolo d.C., e due varietà una tenera ed una dura originarie dagli Stati Uniti, rispettivamente il Fultz e il Turkey Red. 
Il Fultz + Daruma furono incrociati nel 1917, l'incrocio ottenuto fu incrociato con il Turkey red nel 1924 ottenendo così il Norin 10 che fu rilasciato per la prima volta nel 1935. 
Questa è una varietà alquanto suscettibile alle malattie e non divenne per questo popolare in giappone; ma fu la base per gli sviluppi successivi fuori dal giappone che hanno permesso di salvare dalla fame milioni di persone.

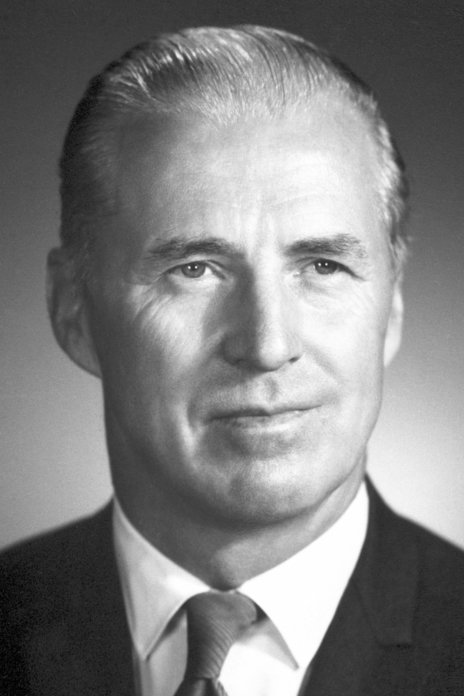
Norman E. Borlaug

Infatti, Cecil Salmon, un biologo ed esperto di grano della squadra del generale Douglas MacArthur in Giappone dopo il 1945, raccolse 16 varietà di grano tra cui Norin 10, diffuso nella regione di Tōhoku. Inviò questi semi a Orville Vogel presso la Washington State University dove furono utilizzati nei programmi di allevamento statunitensi negli anni '50. 
Successivamente il Norin 10 è stato fornito anche al Centro internazionale per il miglioramento del mais e del grano (CIMMYT) in Messico. 
Qui venne utilizzato da Norman Borlaug e collaboratori negli incroci con varietà locali per produrre varietà nane che erano anche insensibili alla luce del giorno (fotoperiodo) e resistenti alla ruggine.
Questi furono successivamente distribuiti in tutto il mondo. 
Queste varietà messicane includevano varietà ad alto rendimento testate in India, come il Lerma Rojo 64 e il Sonora 64, durante la Rivoluzione Verde.
Il Norin 10 ha aiutato i paesi in via di sviluppo, come India e Pakistan, nell'aumentare la produttività dei loro raccolti di circa il 60% durante la Rivoluzione Verde. Attualmente esistono più di 500 varietà che discendono dal Norin n. 10 in tutto il mondo e che vengono coltivate in 50 paesi.
Il 19 settembre 2015 è stato presentato in Giappone il film Norin 10, film che racconta la storia del suo creatore.

## Onorificenze
- Ordine del Sacro Tesoro, Terza Classe nel novembre 1960,
- Cittadino Onorario della Città di Johana nel maggio 1977, dove gli è stata eretta una statua in bronzo in sua memoria, vicino il Santuario Nishimyo.